# 카와하라 요시히사
카와하라 요시히사(일본어: 川原慶久, 1976년 6월 22일 ~ )는 일본의 성우이다.

## 출연 작품

### TV 애니메이션
2000년
- 유희왕 듀얼몬스터즈(라펠)

2001년
- 테니스의 왕자(타치바나 킷페이)
- 바스토프 레몬(베베파우)

2004년
- 다이노 브레이커(다크 팬텀)

2006년
- 전설의 총사 빨간 망토(라르고)
- 나나(타카기 야스시)
- 수퍼 멍멍이 레츠코 테피(이누야마 마사오)

2007년
- 해피해피 클로버(유타)

2008년
- 어떤 마술의 금서목록(파란머리 피어스)
- 페르소나 -트리니티 소울-(나라사키 토모히로)

2009년
- 페어리 테일(빅 슬로)
- 괴담 레스토랑(유우마)
- 캠퍼(히가시다 칸지)

2011년
- 전국 파라다이스 키와미(시마 사콘)
- 미래일기(12th)
- 기동전사 건담 AGE(아담스 티넬)
- 일상(사사하라 코지로)